# San Francisco Sacachichilco
San Francisco Sacachichilco es una localidad de México perteneciente al municipio de Alfajayucan en el estado de Hidalgo.

## Geografía
A la localidad le corresponden las coordenadas geográficas 20° 28′ 36.529″ de latitud norte y 99° 23′ 24.849″ de longitud oeste, con una altitud de 1754 m s. n. m. Se encuentra a una distancia aproximada de 10.11 kilómetros al noroeste de la cabecera municipal, Alfajayucan.
En cuanto a fisiografía se encuentra dentro de la provincia del Eje Neovolcánico dentro de la subprovincia de Llanuras y Sierras de Querétaro e Hidalgo; su terreno es de lomerío y llanura. En lo que respecta a la hidrología se encuentra posicionado en la región Panuco, dentro de la cuenca del río Moctezuma, en la subcuenca del río Alfajayucan. Cuenta con un clima semiseco templado.

## Demografía
En 2020 registró una población de 801 personas, lo que corresponde al 4.18 % de la población municipal. De los cuales 368 son hombres y 433 son mujeres. Tiene 236 viviendas particulares habitadas.
| Gráfica de evolución demográfica de San Francisco Sacachichilco entre 1921 y 2020            |
|                                                                                              |
| Población de los censos y conteos del Instituto Nacional de Estadística y Geografía (INEGI). |

## Economía
La localidad tiene un grado de marginación alto y un grado de rezago social bajo.